# Сартаково (Нижегородская область)
Сарта́ково — деревня в составе городского округа г. Нижнего Новгорода.
Входит в Новинский сельсовет, относящийся к городу областного значения Нижний Новгород.
До 2020 года Сартаково, как и другие населённые пункты Новинского сельсовета, находилось в составе Богородского района. 

## История
Деревня находится в местности, известной как Березополье. Первое упоминание — в переписном документе 1619 года, где оно значится как «Сартаково-Старково» (от личного имени Сартак марийского происхождения, и от фамилии проживавшего в Нижнем Новгороде боярина Старкова, который был сартаковским помещиком). Несколько веков деревня была во владении дворян Ленивцевых, у которых была усадьба, парк, храм, источник со святой водой, позднее перешла в руки предпринимателя-пароходовладельца Касаткина. В советское время в деревне был образован колхоз, а имение было разрушено.

## Население
| 1999 | 2002 | 2010 |
| ---- | ---- | ---- |
| 229  | ↘146 | ↗153 |

## Транспорт
Сартаково расположено на автомобильной трассе Р125. Через населённый пункт ходят автобусы 206а до Нижнего Новгорода и Богородска, 218 и 219 до Нижнего Новгорода, маршрутное такси 322 до Нижнего Новгорода и Богородска. Также есть остановочная платформа на железнодорожной ветке Нижний Новгород — Арзамас.
В рамках ВСМ-2 Сартаково предлагалось как возможное место для строительства второго нижегородского вокзала, предназначенного для транзитных поездов. Но в качестве второго вокзала была выбрана платформа у аэропорта Стригино, расположенная на левом берегу Оки.

## Достопримечательности
В деревне расположен комплекс достопримечательностей: источник «Князь Владимирский», построенный в 2004—2005 годах храм в честь святого князя Владимира, часовня, памятник князю Владимиру и музейный комплекс «Березополье».
Настоятелем храма в течение пяти лет был архимандрит Кирилл (Покровский).
2 мая 2015 года митрополитом Нижегородским и Арзамасским Георгием было совершено Великое освящение придела в честь пророка Божия Илии.
С 2003 года в Сартакове проводится летний фольклорный фестиваль «Хрустальный ключ».
Недалеко от деревни на правом коренном склоне Оки находится Сартаковский оползень.